# Santa Maria Maddalena (Pisa)
Santa Maria Maddalena je katolický kostel v Pise stojící na via Giuseppe Mazzini.
Modlitebna, která stála na místě současné budovy, pocházela z roku 1156 a náležela Maltézskému řádu. Roku 1717 Andrea Vaccà přestavěl kostel v barokním stylu, který se zachoval i přes poškození během druhé světové války. Stavba je jednolodní, s fasádou s bohatě zdobeným portálem a s oltářem se štukovou a mramorovou výzdobou.
Na hlavním oltáři je dřevěný krucifix z roku 1640.